# Sin-ui seonmul - 14il
Sin-ui seonmul - 14il (신의 선물 – 14일?, lett. "Un regalo di Dio - 14 giorni"; titolo internazionale God's Gift: 14 Days) è una serie televisiva sudcoreana trasmessa su SBS dal 3 marzo al 22 aprile 2014.

## Trama
Kim Soo-hyun è la madre di una bambina, Han Saet-byul, che viene rapita ed uccisa. Scoprendo di poter miracolosamente tornare indietro nel tempo a due settimane prima dell'accaduto, Soo-hyun è determinata a scoprire il rapitore ed a salvare sua figlia prima che muoia di nuovo. Ad aiutarla c'è Ki Dong-chan, un poliziotto divenuto un investigatore privato per dimostrare l'innocenza di suo fratello affetto da ritardo mentale, accusato ingiustamente di aver ucciso l'ex fidanzata di Dong-chan. Mentre Soo-hyun e Dong-chan iniziano la loro corsa contro il tempo durante i 14 giorni loro concessi, si fa nuova luce sui crimini e scoprono segreti molto più infidi di quanto immaginassero.

## Personaggi

### Principali
- Kim Soo-hyun, interpretata da Lee Bo-young
Una scrittrice televisiva di successo per un programma di attualità. Viaggia indietro nel tempo per riportare la figlia morta in vita.
- Ki Dong-chan, interpretato da Jo Seung-woo
Una volta era un eccezionale ufficiale di polizia, che lasciò il lavoro dopo un incidente. Ora investigatore privato, Dong-chan ha una connessione personale con il caso e aiuta Soo-hyun quando torna indietro nel tempo.
- Han Ji-hoon, interpretato da Jung Gyu-woon
Un avvocato dei diritti umani appassionato del suo lavoro, è l'amorevole marito di Soo-hyun e l'affezionato padre di Saet-byul.
- Hyun Woo-jin, interpretato da Jun Gyu-woon
Un detective della divisione crimini violenti, si diplomò all'accademia di polizia come primo della sua classe e viene già dato come futuro commissario di polizia. È il primo amore di Soo-hyun, e la donna lo prega di trovare il sospettato che ha ucciso sua figlia. All'inizio non le crede, ma si fa prendere dal caso e mette da parte la sua carriera per aiutarla.
- Han Saet-byul, interpretata da Kim Yoo-bin
La figlia di Soo-hyun e Ji-hoon. Saet-byul è particolare e dolce, anche se un po' esclusa a scuola. Non ha bei voti, ma è gentile ed affettuosa anche se gli altri bambini la mettono in disparte e la considerano strana. Il suo unico amico è Young-gyu.
- Ki Young-gyu, interpretato da Baro
Un adolescente disabile con l'età mentale di un bambino di sei anni. È amico di Saet-byul e cerca di salvarla dal rapitore.
- Jenny, interpretata da Han Sun-hwa
Ha iniziato la sua carriera come truffatrice e, dopo essere andata in galera cinque volte, Dong-chan l'ha assunta come esperta nell'individuare le truffe.

### Secondari
- Jang Mi-soon, interpretata da Park Hye-sook
La madre di Soo-hyun.
- Joo Min-ah, interpretata da Kim Jin-hee
Collega di Soo-hyun che ha una storia con Ji-hoon. Rimane incinta, ma abortisce cadendo dalle scale mentre Ji-hoon cerca di costringerla ad abortire.
- Lee Soon-nyeo, interpretata da Jung Hye-sun
La madre di Dong-chan e Dong-ho.